# 塩原多助一代記

塩原太助と愛馬「あお」の銅像（群馬県みなかみ町）

『塩原多助一代記』（しおばら たすけ いちだいき）は、初代三遊亭圓朝が創作した落語・人情噺。1878年（明治11年）の作。実在の塩原太助をモデルにした立身出世物語。
本作品はわらしべ長者の系譜に位置づけることができる。

## 成立の経緯
当初、三遊亭圓朝の得意とした怪談噺の新作として、本作も構想された。1876年（明治9年）蒔絵師の柴田是真に取材した際は、塩原家の没落にまつわる累世の怪談に興味を持ったが、やがて初代多助が貧困に打ち勝って名を挙げたという立身美談に感動し、この物語を創作することになったとされる。経師屋の障子に描かれた轡の紋を見たことが、多助の一代記を調べる動機だったとも言われる。同年8月29日から9月14日まで、多助の生地である上州沼田市を取材旅行している。
炭屋に奉公する部分は大岡政談「越後伝吉」、愛馬の青との別れは河竹黙阿弥「齋藤内藏之助の馬の別れ」にヒントを得たものと指摘される。

## 完成後の動向
1878年に完成し、初演される。1885年（明治18年）若林玵蔵の速記により『塩原多助一代記』が速記法研究会から刊行される。1891年（明治24年）、井上馨邸において、作者自身により明治天皇の前で口演される。1892年（明治25年）1月15日、歌舞伎座で『塩原多助一代記』が上演される。多助を演じたのは、5代目尾上菊五郎。また、同年刊行の『尋常小学修身』をはじめ、修身の教科書にたびたび掲載された。